# 全国貸金業協会連合会
社団法人全国貸金業協会連合会（しゃだんほうじんぜんこくかしきんぎょうきょうかいれんごうかい、Federation of Moneylenders Association of Japan）は、金融庁所管の社団法人。各都道府県の貸金業協会を会員とする消費者金融業界の団体。2007年に解散した。
全国貸金業政治連盟はその政治部門であり、国会議員に献金している。

## 概要
- 所在：東京都港区三田3-7-13
- 会長：石井恒男

貸金業の規制等に関する法律に基づいて設立された、貸金業の業界団体であり、各都道府県に都道府県貸金業協会を持つ。金融庁は2007年12月19日新たな業界団体「日本貸金業協会」の設立を認可し、全国貸金業協会連合会は18日付で解散した。

## 沿革
- 1973年 - 全国庶民金融業協会連合会設立。
- 1984年 - 全国貸金業協会連合会に変更。
- 2007年 - 解散